# Scintilla alberti
Scintilla alberti is een tweekleppigensoort uit de familie van de Galeommatidae. De wetenschappelijke naam van de soort is voor het eerst geldig gepubliceerd in 1884 door E.A. Smith.